# Società Ginnastica Andrea Doria - Sezione Calcio 1945-1946
Questa voce raccoglie le informazioni riguardanti la Società Ginnastica Andrea Doria nelle competizioni ufficiali della stagione 1945-1946.

## Stagione
Per la Divisione Nazionale 1945-1946 fu incluso nel campionato Alta Italia. Il club chiuse al 9º posto.

## Rosa
| N. |                   | Ruolo | Calciatore           |
| -- | ----------------- | ----- | -------------------- |
|    | Italia (bandiera) | P     | Satiro Lusetti       |
|    | Italia (bandiera) | D     | Celso Battaia        |
|    | Italia (bandiera) | D     | Alfieri Sacchetti    |
|    | Italia (bandiera) | C     | Dino Bovoli          |
|    | Italia (bandiera) | C     | Bruno Gramaglia      |
|    | Italia (bandiera) | C     | Ernesto Matteo Poggi |
|    | Italia (bandiera) | A     | Otello Badiali       |
|    | Italia (bandiera) | A     | Giuseppe Baldini     |
|    | Italia (bandiera) | A     | Elio Bertoni (II)    |

| N. |                   | Ruolo | Calciatore          |
| -- | ----------------- | ----- | ------------------- |
|    | Italia (bandiera) | A     | Fausto Braga        |
|    | Italia (bandiera) | A     | Giuseppe Carissimi  |
|    | Italia (bandiera) | A     | Giovanni Castagnola |
|    | Italia (bandiera) | A     | Longino Di Piazza   |
|    | Italia (bandiera) | A     | Ariano Monti        |
|    | Italia (bandiera) | A     | Luigi Parodi        |
|    | Italia (bandiera) | A     | Pietro Rebuzzi      |
|    | Italia (bandiera) | A     | Luigi Torti         |

## Statistiche

### Statistiche di squadra
| Competizione                      | Punti | Totale | Totale | Totale | Totale | Totale | Totale |
| Competizione                      | Punti | G      | V      | N      | P      | Gf     | Gs     |
| --------------------------------- | ----- | ------ | ------ | ------ | ------ | ------ | ------ |
| Divisione Nazionale - Alta Italia | 21    | 26     | 7      | 7      | 12     | 25     | 35     |
| Totale                            | 21    | 26     | 7      | 7      | 12     | 25     | 35     |